# Sierksrade
Sierksrade er en kommune i det nordlige Tyskland, beliggende i Amt Berkenthin under Kreis Herzogtum Lauenburg. Kreis Herzogtum Lauenburg ligger i delstaten Slesvig-Holsten.

## Geografi
Sierksrade ligger ved B208 omkring 14 km syd for Lübeck, og 8 km vest for Ratzeburger See.